# تاريخ العلوم الطبية (دورية)
تاريخ العلوم الطبية (بالفرنسية: Histoire des sciences médicales)‏ هي دوريةٌ أكاديميةٌ فرنسية تأسست في عام 1967، وهي تغطي مجال تاريخ الطب وتاريخ العلوم. تُعتبر الدورية الرسمية للجمعية الفرنسية لتاريخ الطب [الإنجليزية]. استُخرجت هذه الدورية وفُهرست في مدلاين/ببمد وفرانكس.

## روابط خارجية
- الموقع الرسمي